# West Yorkshire Police
West Yorkshire Police – brytyjska formacja policyjna, pełniąca funkcję policji terytorialnej na obszarze hrabstwa ceremonialnego West Yorkshire. Według stanu na 31 marca 2012, formacja liczy 5219 funkcjonariuszy.

## Galeria

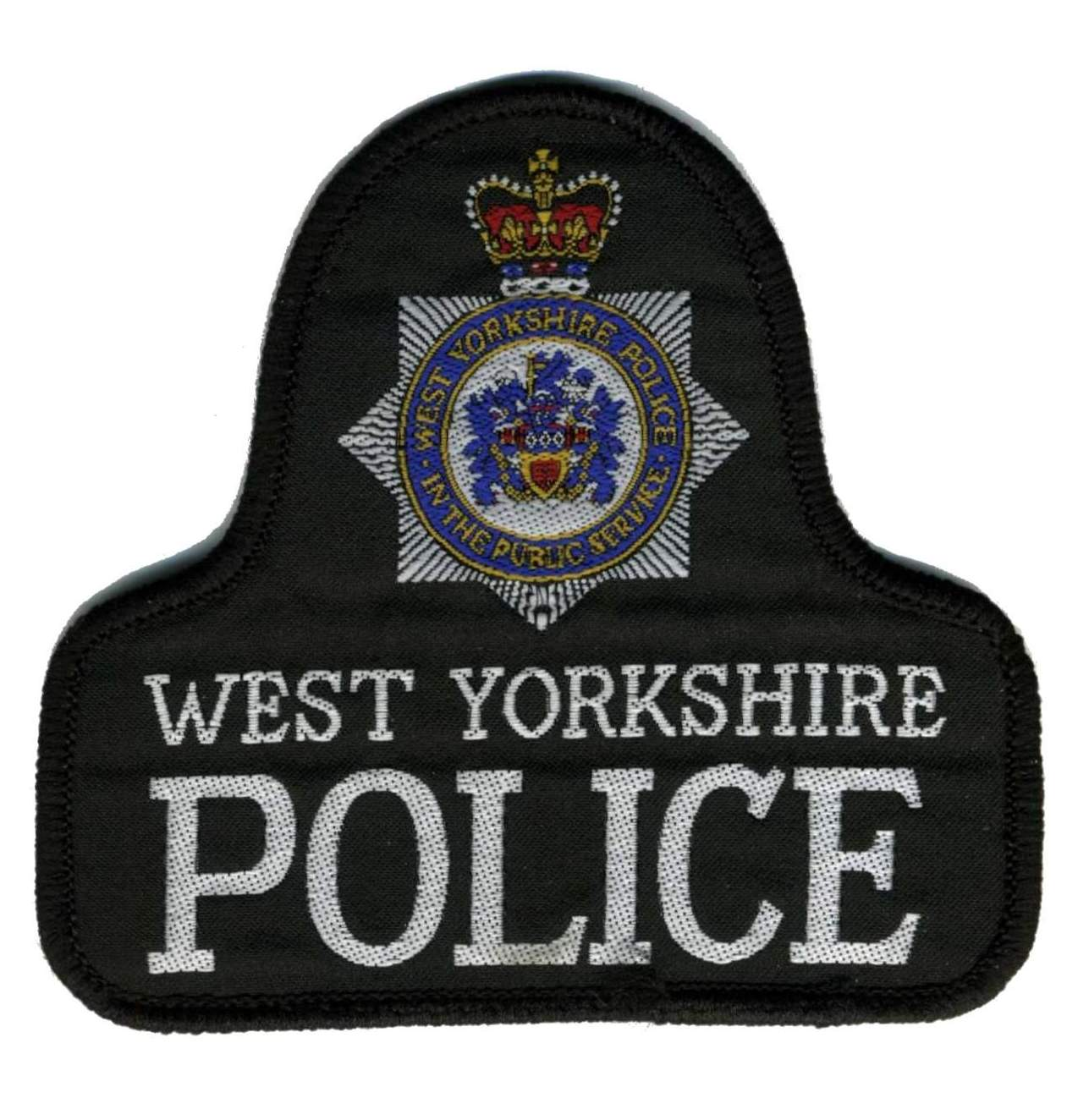
Naszywka mundurowa
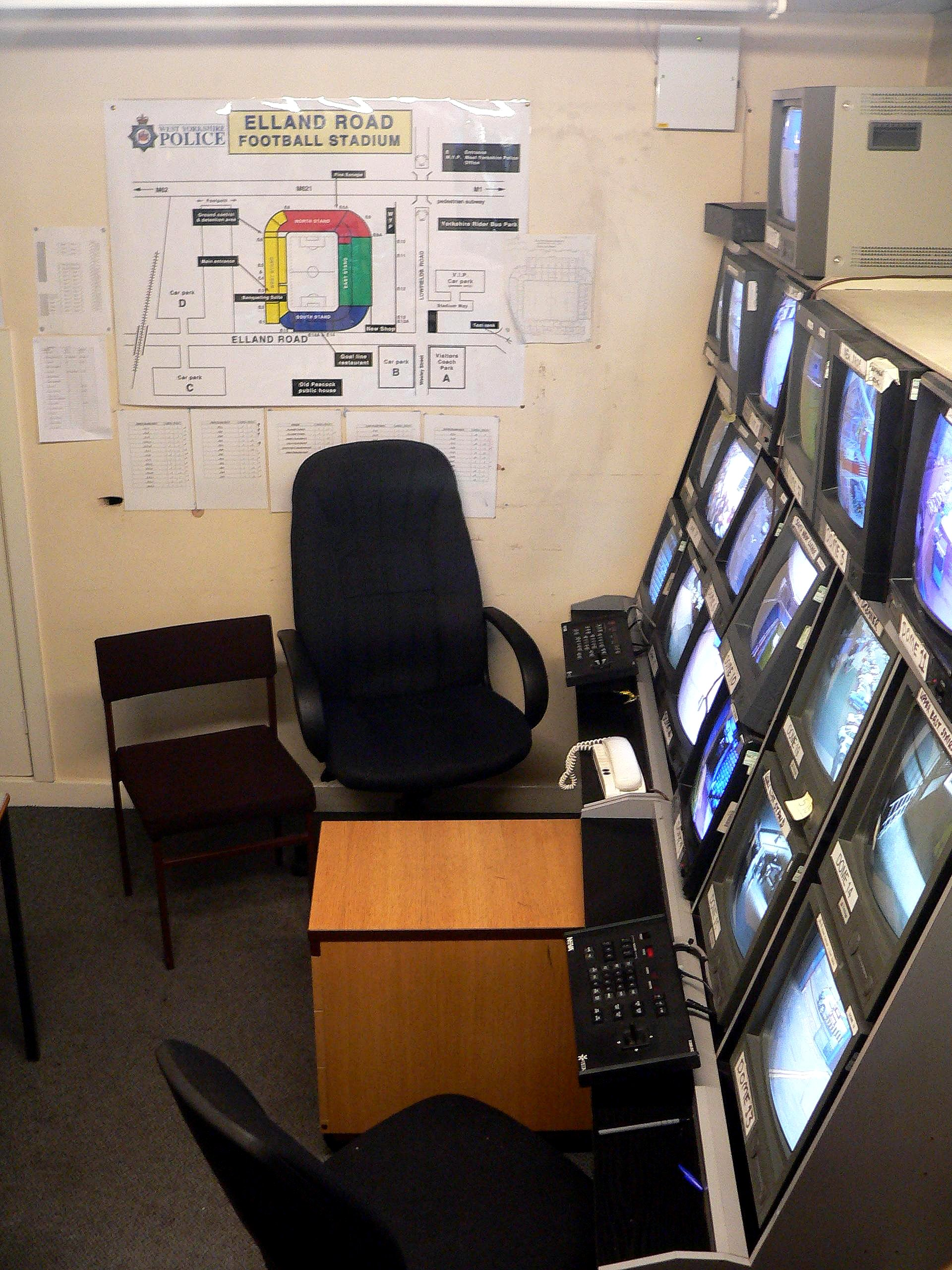
Posterunek na stadionie Elland Road ze stanowiskiem monitoringu
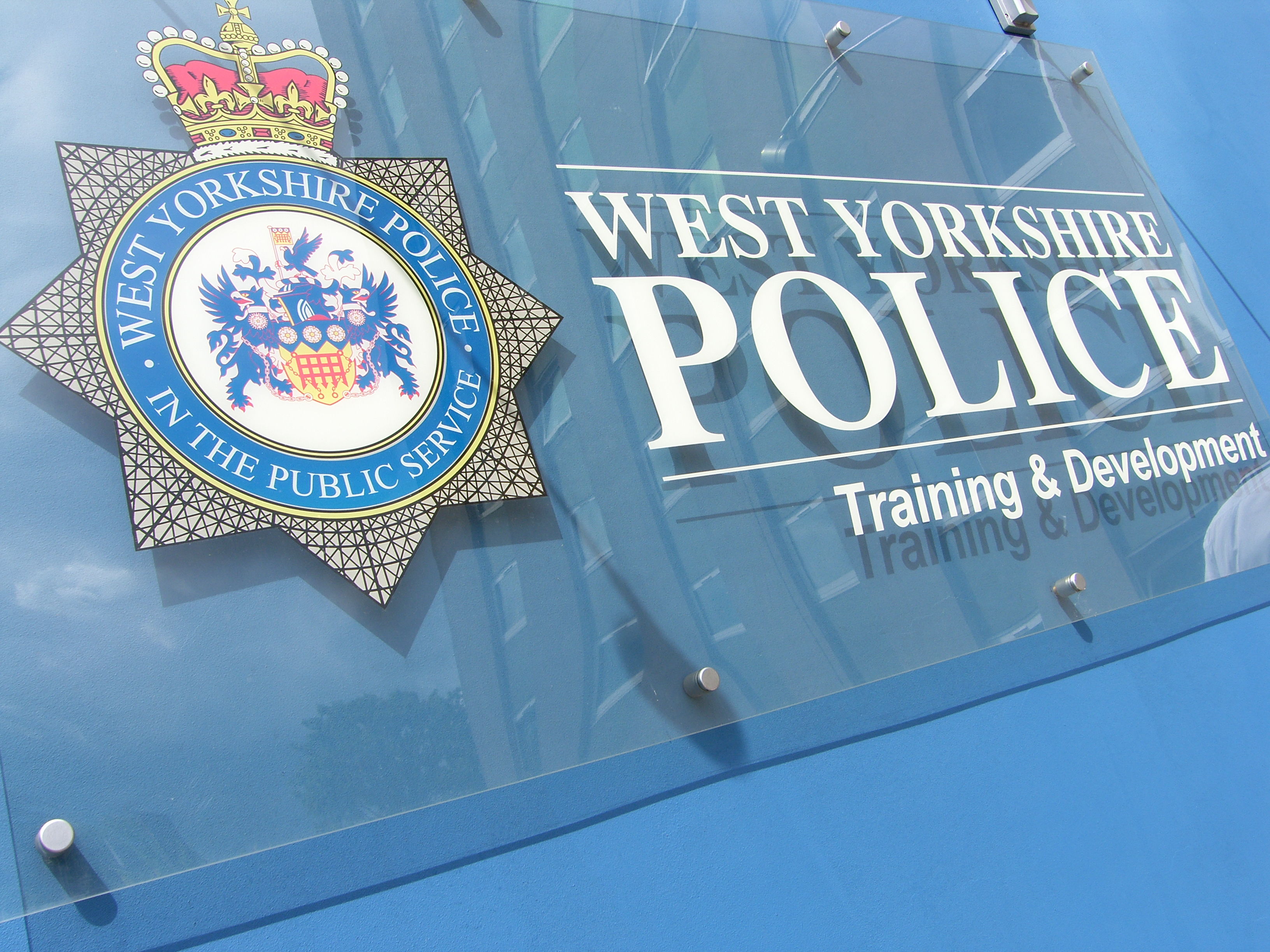
Logo formacji
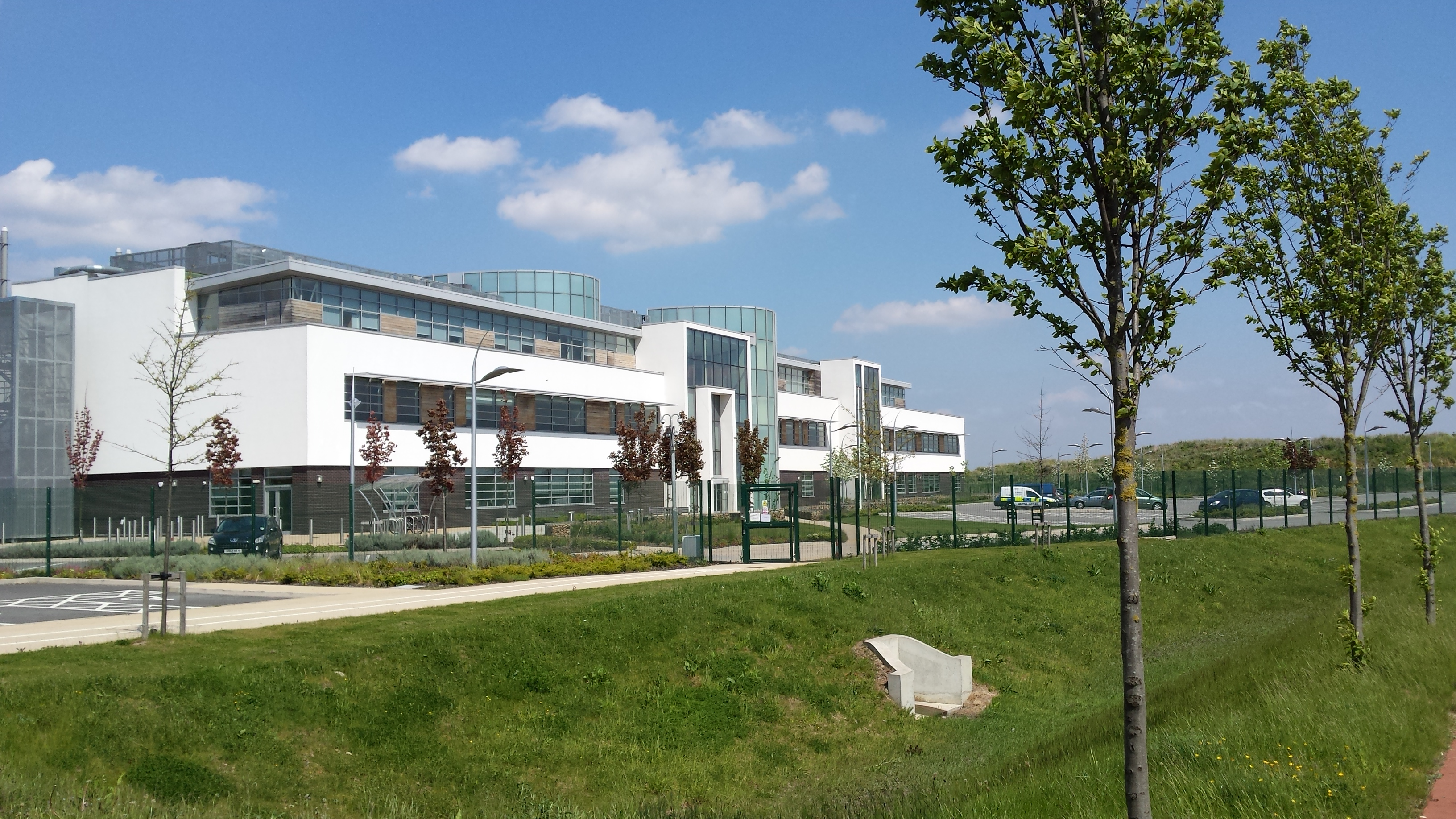
Gmach laboratorium kryminalistycznego